# Microrregión de Três Marias
La microrregión de Três Marias es una de las  microrregiones del estado brasileño de Minas Gerais perteneciente a la Mesorregión Central Mineira. Su población fue estimada en 2006 por el IBGE en 95.900 habitantes y está dividida en siete municipios. Posee un área total de 10.509,238 km².

## Municipios
- Abaeté (Minas Gerais)
- Biquinhas
- Cedro do Abaeté
- Morada Nova de Minas
- Paineiras
- Pompéu
- Três Marias

- Datos: Q2455900